# Albatross Rock
Albatross Rock (afrikaans Albatros-Eiland) ist ein Eiland der Penguin Islands im Südatlantik. Es liegt 1,2 Kilometer vor dem namibischen Festland und 50 Kilometer südlich der Stadt Lüderitz in der Prinzenbucht. In der Inselkette der Pinguininseln liegt sie 10,2 Kilometer südlich von Possession Island und 8,1 Kilometer nördlich von Pomona Island.
Die schmale Insel misst etwa 600 Meter von Nord nach Süd und 100 Meter an ihrer breitesten Stelle. Im Norden ragt eine lang gezogene Felsenkette aus dem Meer und 200 Meter westlich davon ist ein weiterer Felsen vorgelagert.
Die Insel ist von Guano bedeckt.